# Initiative für Nichtverbreitung und Abrüstung

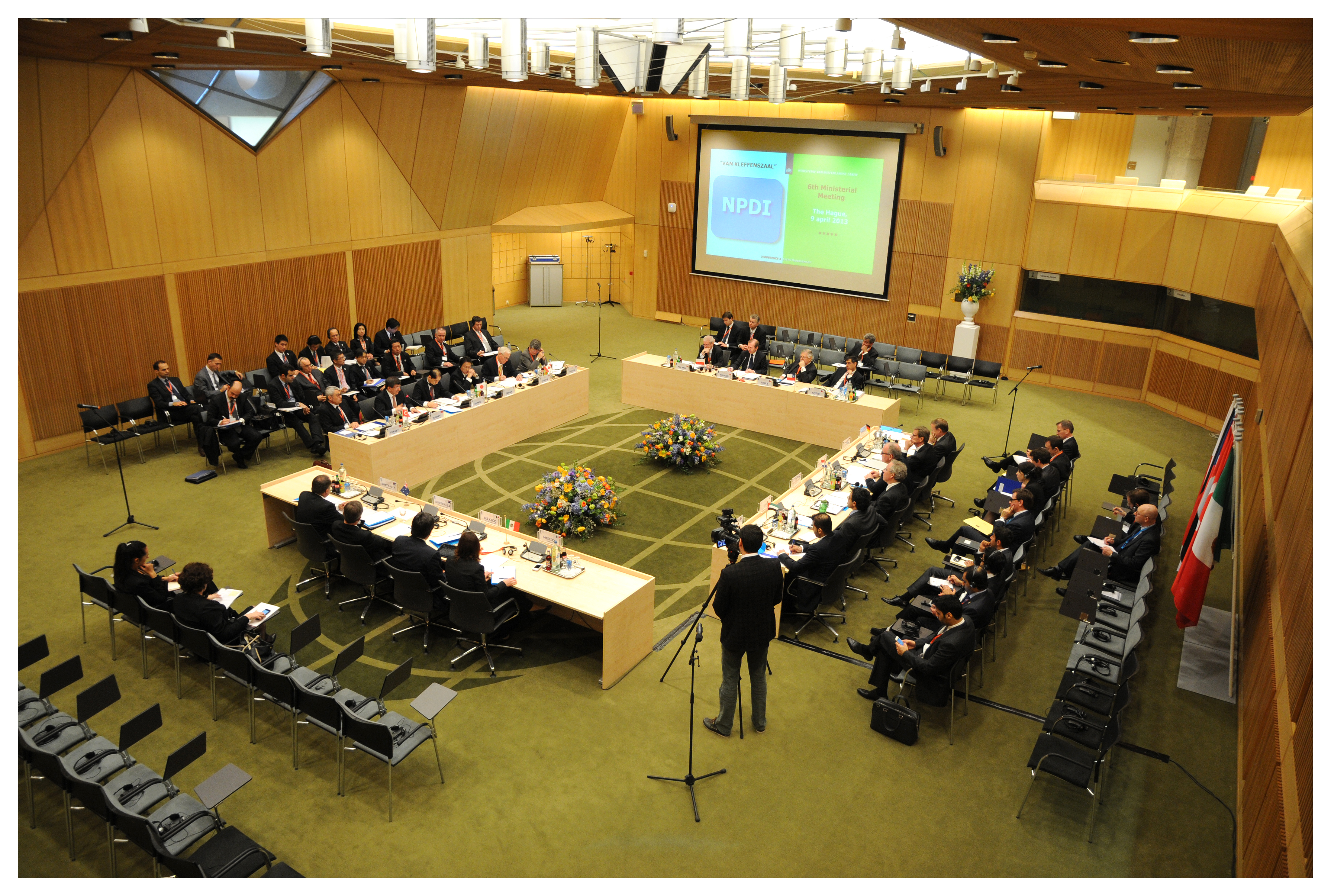
Ministertreffen der NPDI in Den Haag (2013)

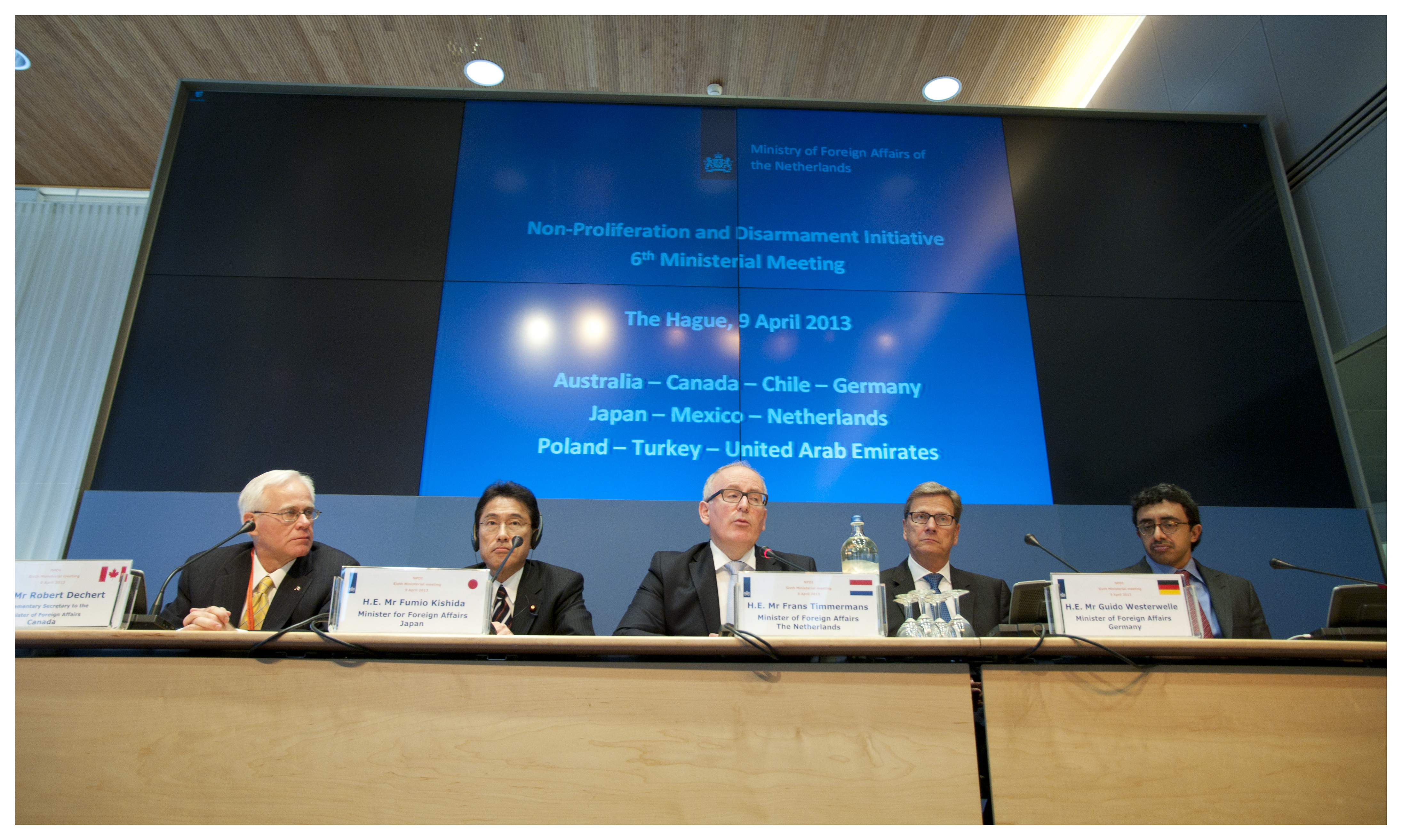
Beteiligung 2013 mit dem deutschen Außenminister Guido Westerwelle

Die Initiative für Nichtverbreitung und Abrüstung, englisch Non-Proliferation and Disarmament Initiative (NPDI), ist eine auf Initiative von Australien und Japan gebildete Koalition von Staaten, die nach der Überprüfungskonferenz des Atomwaffensperrvertrages (NVV) im September 2010 gegründet wurde. Ihr Hauptanliegen ist die Umsetzung der Beschlüsse der Überprüfungskonferenz und Fortschritte bei der nuklearen Abrüstung.
Die NPDI hat keine formelle Satzung und unterhält kein ständiges Sekretariat. Die Entscheidungen werden durch die Mitgliedsstaaten auf den jährlichen Konferenzen im Konsens getroffen, erfordern aber keine Einstimmigkeit. Auf dem Treffen am 22. September 2015 hatte Deutschland den Vorsitz. 

## Mitgliedsstaaten
Mitgliedsstaaten der NPDI sind Australien, Chile, Deutschland, Japan, Kanada, Mexiko, Niederlande, Nigeria (seit 2013), die Philippinen (seit 2013), Polen, die Türkei und die Vereinigten Arabischen Emirate (VAE).